# Grewia leptopus
Grewia leptopus är en malvaväxtart som beskrevs av Ulbrich. Grewia leptopus ingår i släktet Grewia och familjen malvaväxter. Inga underarter finns listade i Catalogue of Life.